# Bundesstraße 320
Die Bundesstraße 320 (Abkürzung: B 320) ist eine Bundesstraße in Brandenburg. Sie beginnt westlich von Guben an der Ortsumfahrung (B 112), verläuft durch Lieberose (B 168) und endet in Birkenhainchen in der Nähe von Groß Leine an der B 87, wo sie nahtlos in die B 179 nach Königs Wusterhausen übergeht. Die Bundesstraße 320 hat eine Gesamtlänge von ca. 55 Kilometern. Bis Ende 2004 führte die B 320 wie die unten beschriebene F 320, ab Lamsfeld über Straupitz nach Lübben.

## Geschichte
Die Reichsstraße 320 (R 320), welche etwa um 1938 errichtet wurde, hatte einen anderen Verlauf. Sie führte von Prenzlau in der Uckermark in östlicher Richtung zur damals neuen Autobahn Berlin – Stettin, Anschlussstelle Schmölln. Die R 320 war etwa 15 km lang. Sie wurde von den DDR-Behörden umgewidmet und die freie Nr. als F 320 an die Strecke von Lübben über Lieberose nach Guben vergeben.